# Supercopa do Brasil 2016 (calcio a 5)
La Supercopa do Brasil 2016 è stata la 1ª edizione del torneo. La competizione si è giocata il 4 aprile 2016.

## Squadre partecipanti
| Squadre        | Qualificazione                   |
| -------------- | -------------------------------- |
| Carlos Barbosa | Vincitore della LNF 2015         |
| Jaraguá        | Vincitore della Taça Brasil 2015 |

## Risultati

### Finale
| Jaraguá do Sul 4 aprile 2016 | Jaraguá              | 2 – 2 referto | Carlos Barbosa | Arena Jaraguá |
| Tiri di rigore 3 – 2         |                      |               |                |               |
|                              |                      |               |                |               |
|                              | Tiri di rigore 3 – 2 |               |                |               |